# Klasztor Magdalenek w Nowogrodźcu

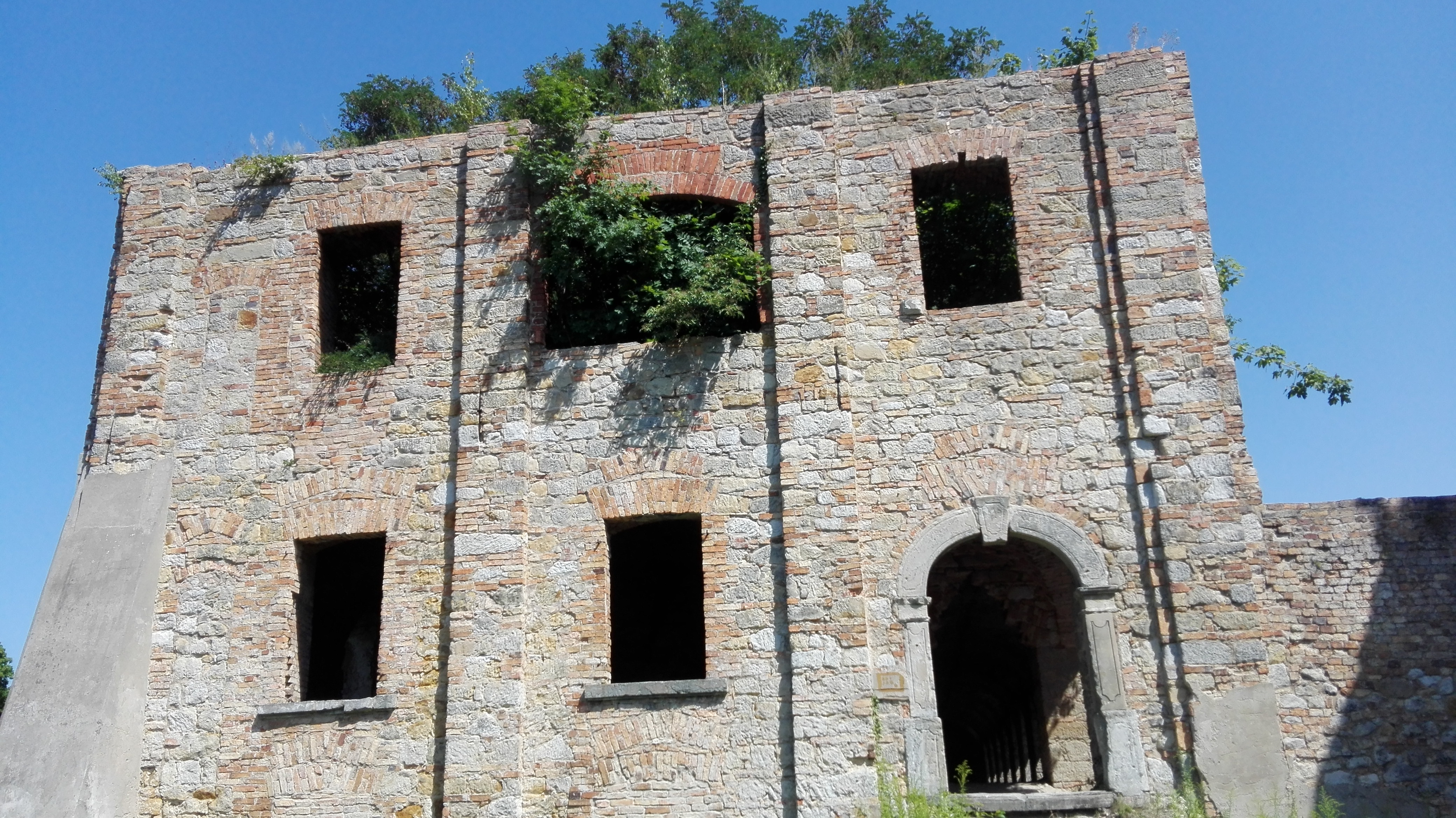
Wejście do klasztoru.

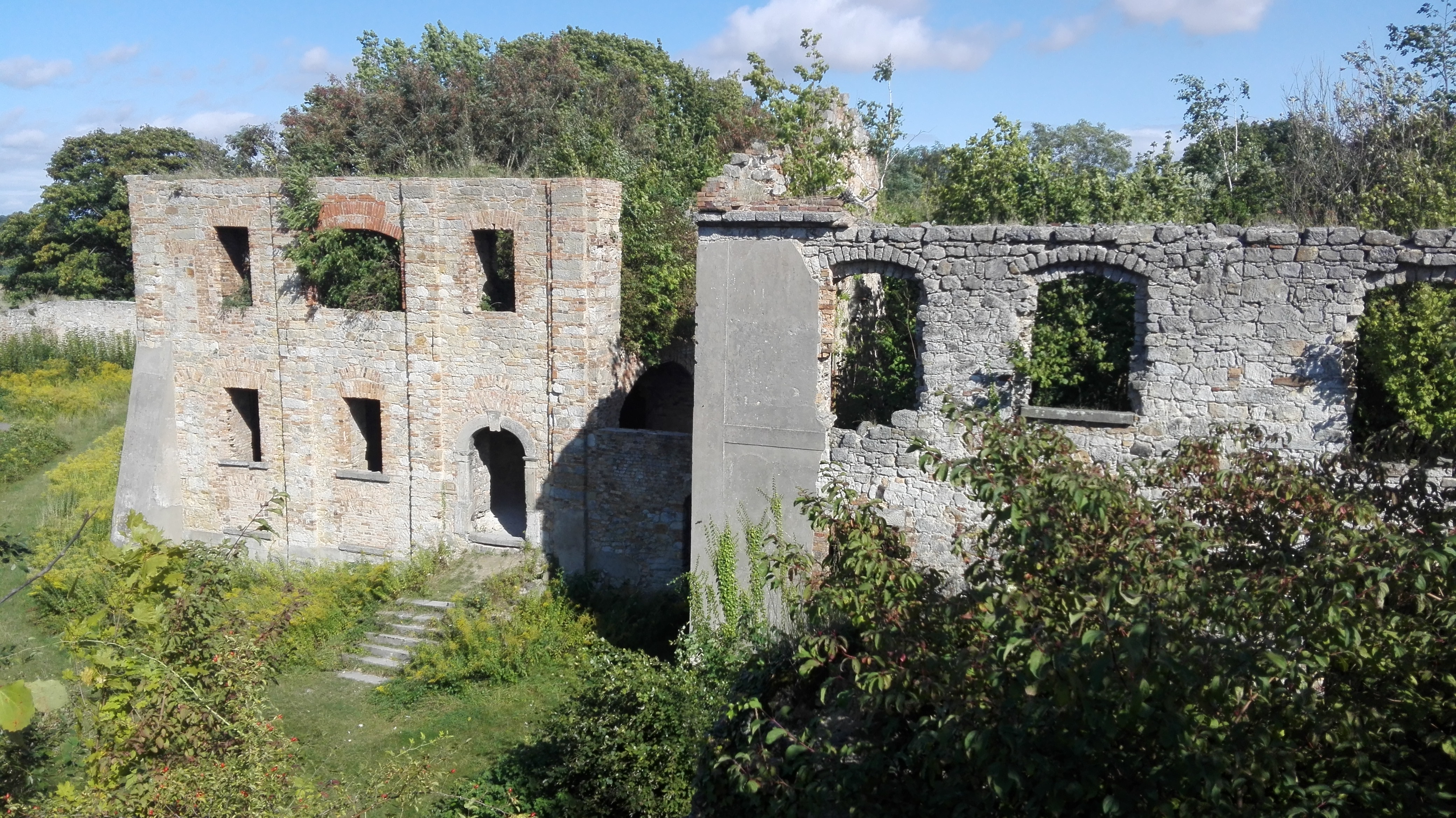
Zrujnowany klasztor Magdalenek w Nowogrodźcu.

Klasztor Magdalenek w Nowogrodźcu (niem. Kloster der Magdalenerinnen) – zrujnowany klasztor sióstr magdalenek, znajdujący się w Nowogrodźcu (pow. bolesławiecki). Założony prawdopodobnie przez św. Jadwigę Śląską, z pewnością istniał już w 1247 roku. Wielokrotnie przebudowywany, po 1810 roku przestał być klasztorem i mieścił w swych murach różne instytucje, w tym sąd i seminarium ewangelickie. W 1945 roku został zniszczony przez zajmujące Nowogrodziec wojska sowieckie i do dziś znajduje się w ruinie. Jest jednym z nielicznych ufortyfikowanych klasztorów na Dolnym Śląsku i najstarszym klasztorem Magdalenek w Polsce. Od lipca 2022 roku ruiny klasztoru są własnością fundacji "Twoje Dziedzictwo", planującej jego szeroko zakrojoną odbudowę. 

## Historia klasztoru przed 1945 rokiem[1][6]
Klasztor w Nowogrodźcu został założony w XIII wieku, prawdopodobnie za sprawą św. Jadwigi Śląskiej. Wiadomo, że już w 1247 roku z pewnością był on zamieszkiwany przez magdalenki, sprowadzone w to miejsce z Niemiec. Zakon w miarę upływu czasu umacniał swoje wpływy w Nowogrodźcu, w czym na pewno pomagało przyjmowanie w szeregi nowogrodzieckiego zgromadzenia córek z dobrych, bogatych rodów. Pod koniec XV wieku zgromadzenie nabyło cały Nowogrodziec, stając się jego właścicielem aż do końca swojego istnienia, co miało miejsce w 1810 roku.

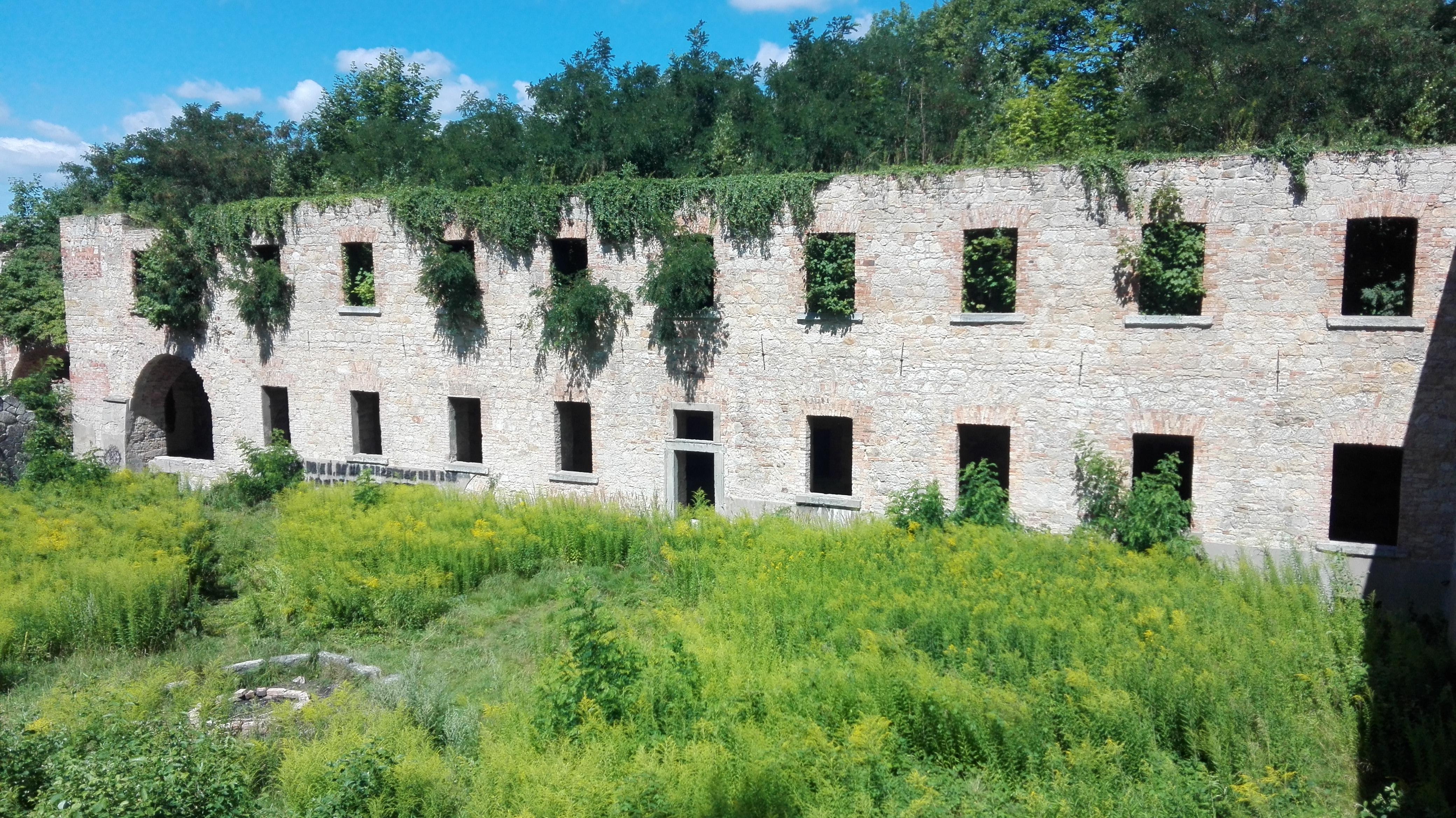
Dawny dziedziniec klasztorny i ściana północna klasztoru.

Klasztor dobrze zarządzał miastem, już w pierwszych latach jego rządów w mieście zainstalowano kanalizację. Siostry zakonne wspierały miasto w czasach klęsk żywiołowych i innych kataklizmów, jednak niejednokrotnie zgromadzenie toczyło spory z radą miejską Nowogrodźca. W I połowie XVIII wieku doszło do wielkiego pożaru budynków klasztoru, a ich odbudowa przekształciła kompleks zabudowań klasztornych do stanu, w jakim znajdował się do końca II Wojny Światowej. W 1810 roku w wyniku sekularyzacji przeprowadzonej przez władze pruskie, zgromadzenie zakonne w Nowogrodźcu przestało istnieć. Budynki klasztorne poddano częściowej przebudowie, aby dostosować je do nowych ról. W nowogrodzieckim klasztorze ulokowano przez kolejne 135 lat między innymi sąd, więzienie, seminarium protestanckie, magazyny i lazaret podczas wojen napoleońskich.

## Klasztor w 1945 roku i później

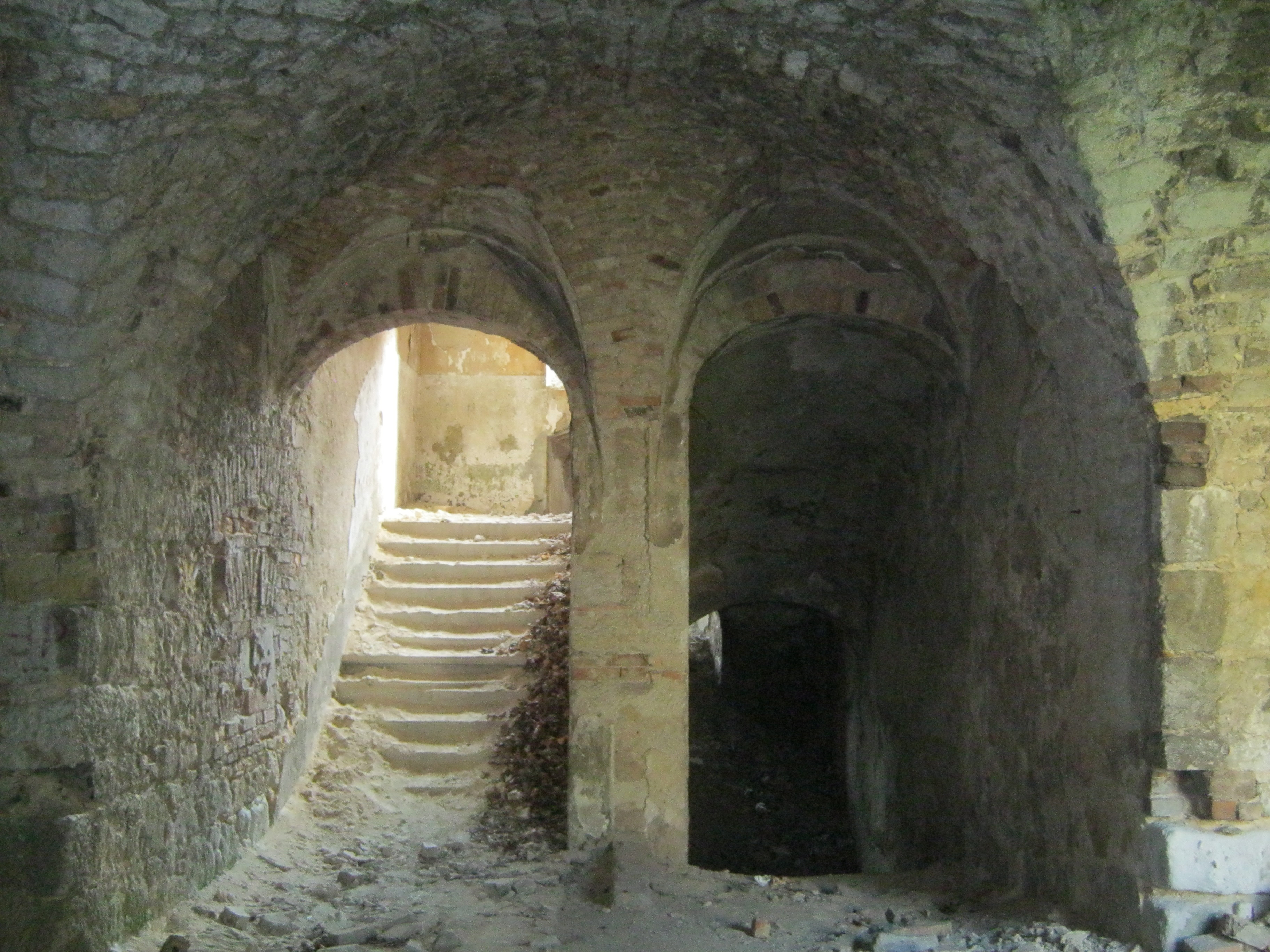
Schody wewnątrz wschodniej części klasztoru.

Klasztor, podobnie jak cały Nowogrodziec, niemal do końca wojny nie doświadczył żadnych zniszczeń ani nie był świadkiem działań bojowych. Dopiero w lutym 1945 roku pod miasto podeszły wojska sowieckie. W odróżnieniu od pobliskiego Bolesławca, Nowogrodziec bronił się przed Armią Czerwoną i wytrzymał osiem dni oblężenia. Zakończyło się ono wyparciem Niemców z miasta i zniszczeniem znacznej części zabudowy miasta. Zniszczenia spotęgowały rabunki i podpalenia. Sowieci nie oszczędzili budynków poklasztornych, powodując znaczne zniszczenia i grabiąc wszystko, co się tylko dało. W pierwszych powojennych latach krążyły wręcz pogłoski o gwałtach, jakich mieli tam dokonywać. Opuszczone budynki klasztorne w miarę upływu lat niszczały coraz bardziej, zarastając roślinnością. 

## Klasztor obecnie

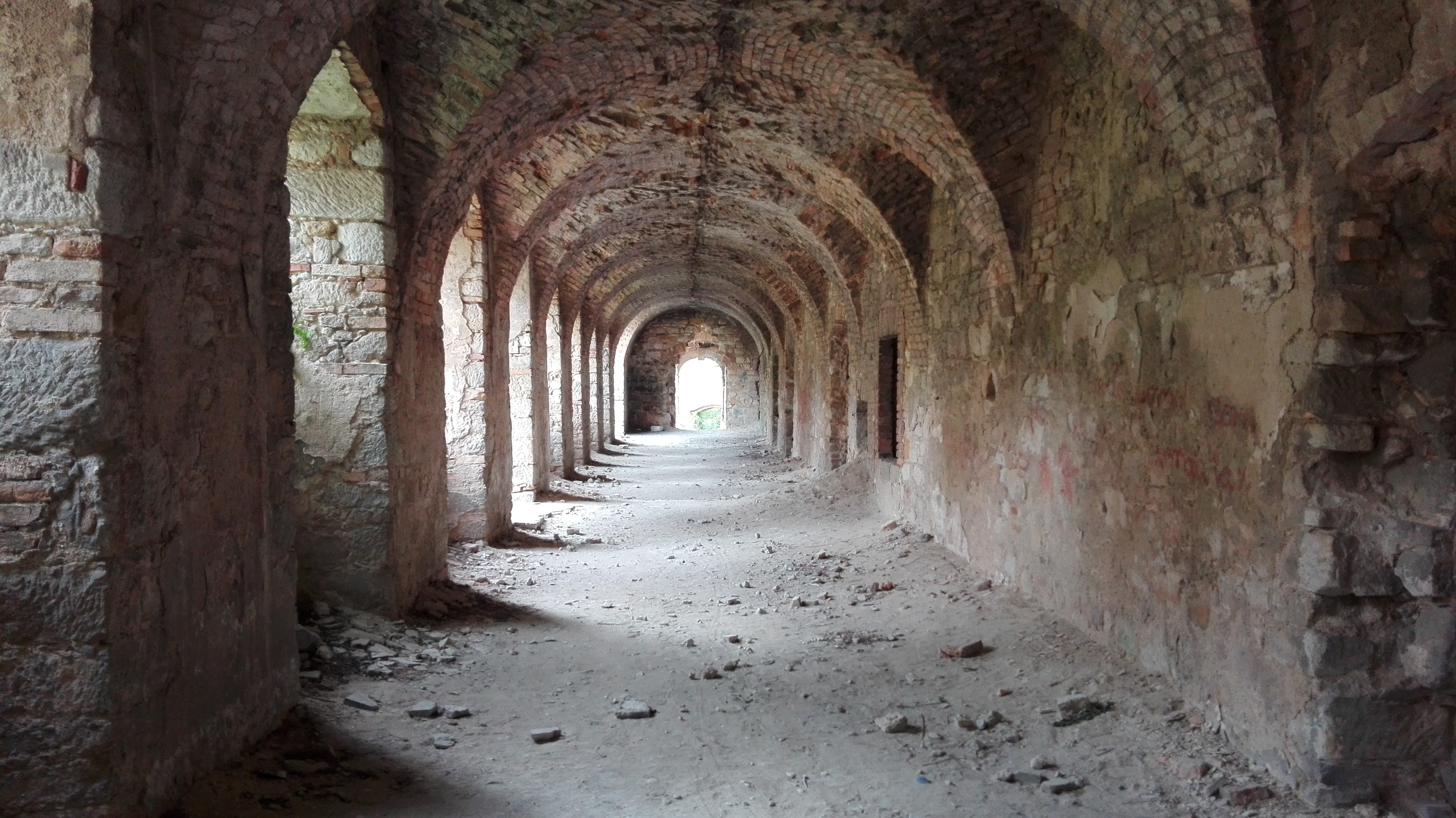
Krużganki w północnej części klasztoru.

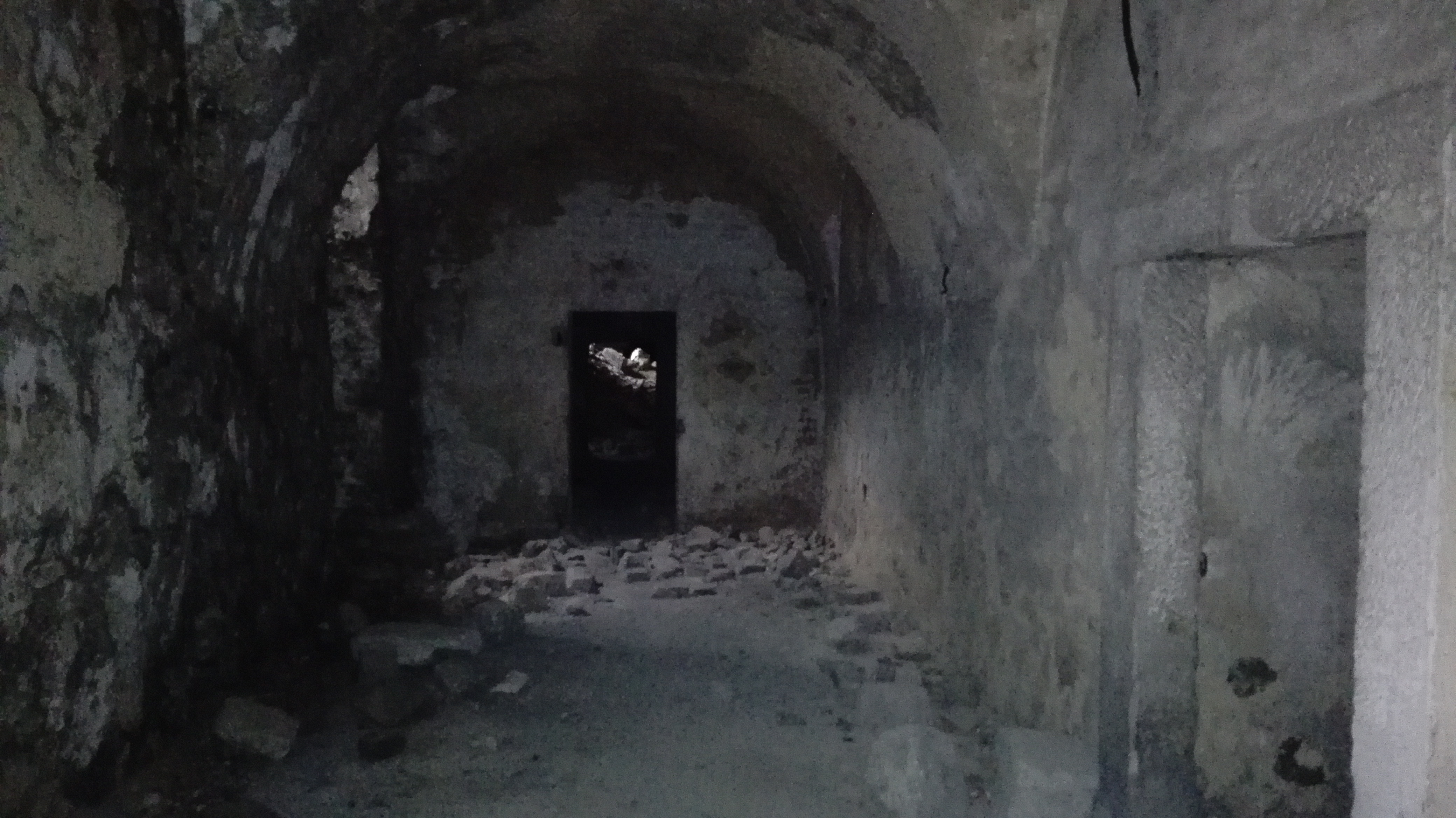
Podziemia klasztoru w Nowogrodźcu.

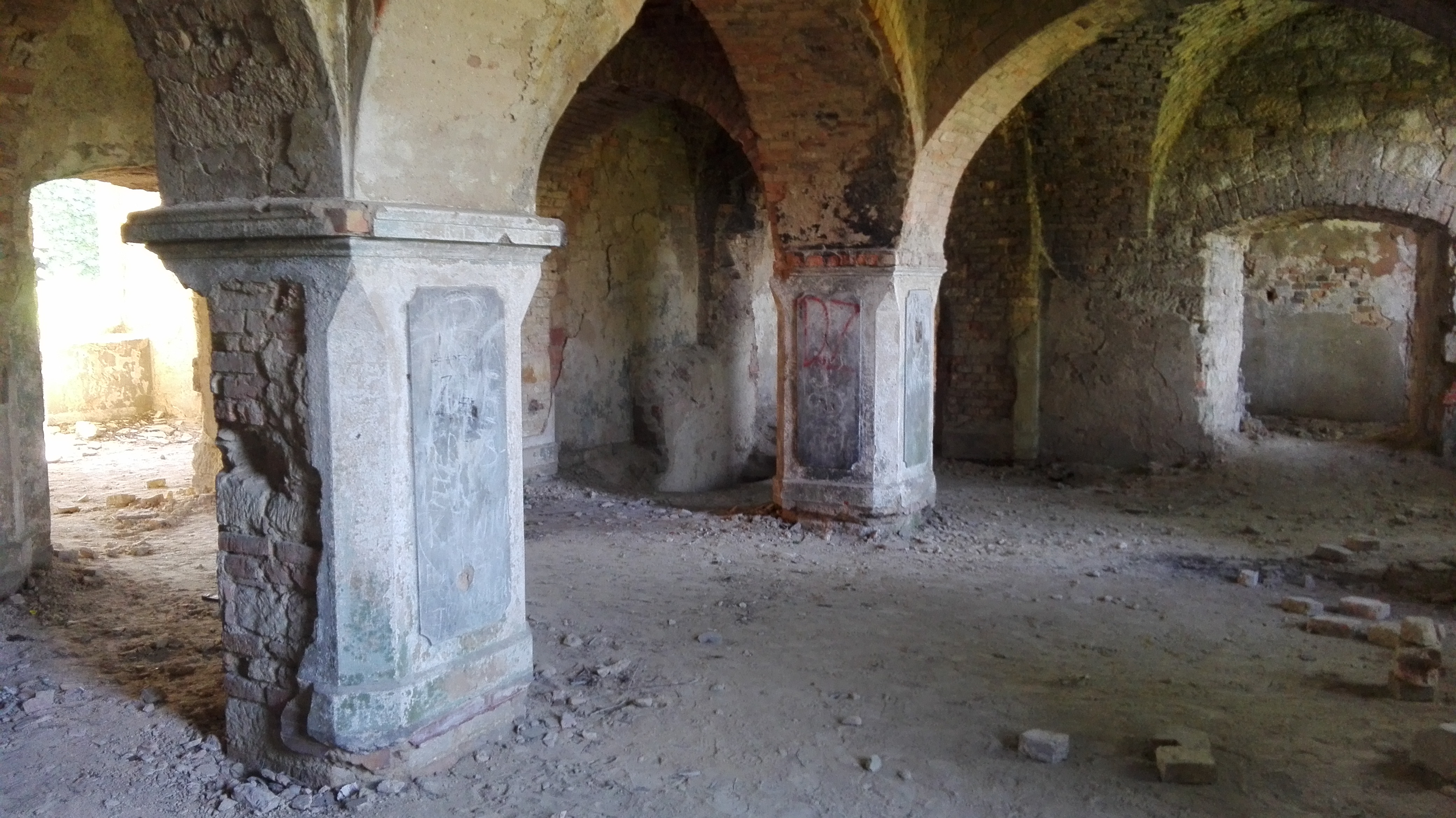
Dawny refektarz.

Obecnie budynki klasztoru znajdują się w ruinie. Zachowały się trzy budynki klasztorne (północno-wschodni, południowy i zachodni) i mury, które dawniej otaczały kompleks klasztorny od zachodu i północy. W bardzo dobrym stanie znajdują się podziemia klasztorne, zachowały się tam nawet resztki lamp i ściany dawnego pieca. Pomimo częściowego zagruzowania nadal jest możliwe dość swobodne przemieszczanie się po nich. Dobrze zachowane są też krużganki i parter północno-wschodniego budynku klasztornego – w krużgankach widać piękne łuki na sklepieniach, w niezłym stanie jest także duża sala, mogąca służyć kiedyś jako refektarz. W części północnej zachował się portal wejściowy z XVIII wieku i dwa wyjścia na dziedziniec wewnętrzny, niestety dziś całkowicie zarośnięty. Zachowały się niektóre pomieszczenia w części zachodniej klasztoru, a także niewielkie podziemia w części południowej. W całym klasztorze w bardzo złym stanie są wyższe kondygnacje wszystkich budynków, w zasadzie całkowicie zarośnięte. Dawna brama wyjazdowa na ulicę Strzelecką jest obecnie zamurowana. Tuż obok części południowej znajduje się doskonale zachowany i czynny do dziś kościół św. Piotra i Pawła, dawniej należący do klasztoru. W kiepskim stanie natomiast są masywne mury piaskowcowe, otaczające tereny klasztorne od strony ulicy Strzeleckiej, czyli od zachodu. Kilka lat temu duży fragment tych murów zawalił się.
W 2022 roku na terenie klasztoru rozpoczęły się pierwsze prace porządkowe, zainicjowane przez fundację "Twoje Dziedzictwo", która przejęła kompleks zabudowań od władz gminy Nowogrodziec.